# کرسپس
کرسپس دهستانی در استان آبیلای اسپانیا است.
در این دهستان ۶۷۷ نفر زندگی می‌کنند. مساحت این دهستان ۳۱.۹۲ کیلومتر مربع است.